# 카를로스 케야르
카를로스 하비에르 케야르 히메네스(스페인어: Carlos Javier Cuéllar Jiménez, 1981년 8월 23일 ~ )는 스페인의 전 축구 선수로, 현역 시절 주 포지션은 센터백이었지만 오른쪽 풀백으로도 뛰었다.

## 수상

### 클럽

#### 레인저스
- 스코틀랜드 컵: 2007-08
- 스코틀랜드 리그 컵: 2007-08

#### 애스턴 빌라
- 피스컵: 2009

### 개인
- 스코틀랜드 프리미어리그 올해의 선수: 2007-08
- SFWA 올해의 선수: 2007-08